# Comus (divinité)
Pour les articles homonymes, voir Comus.

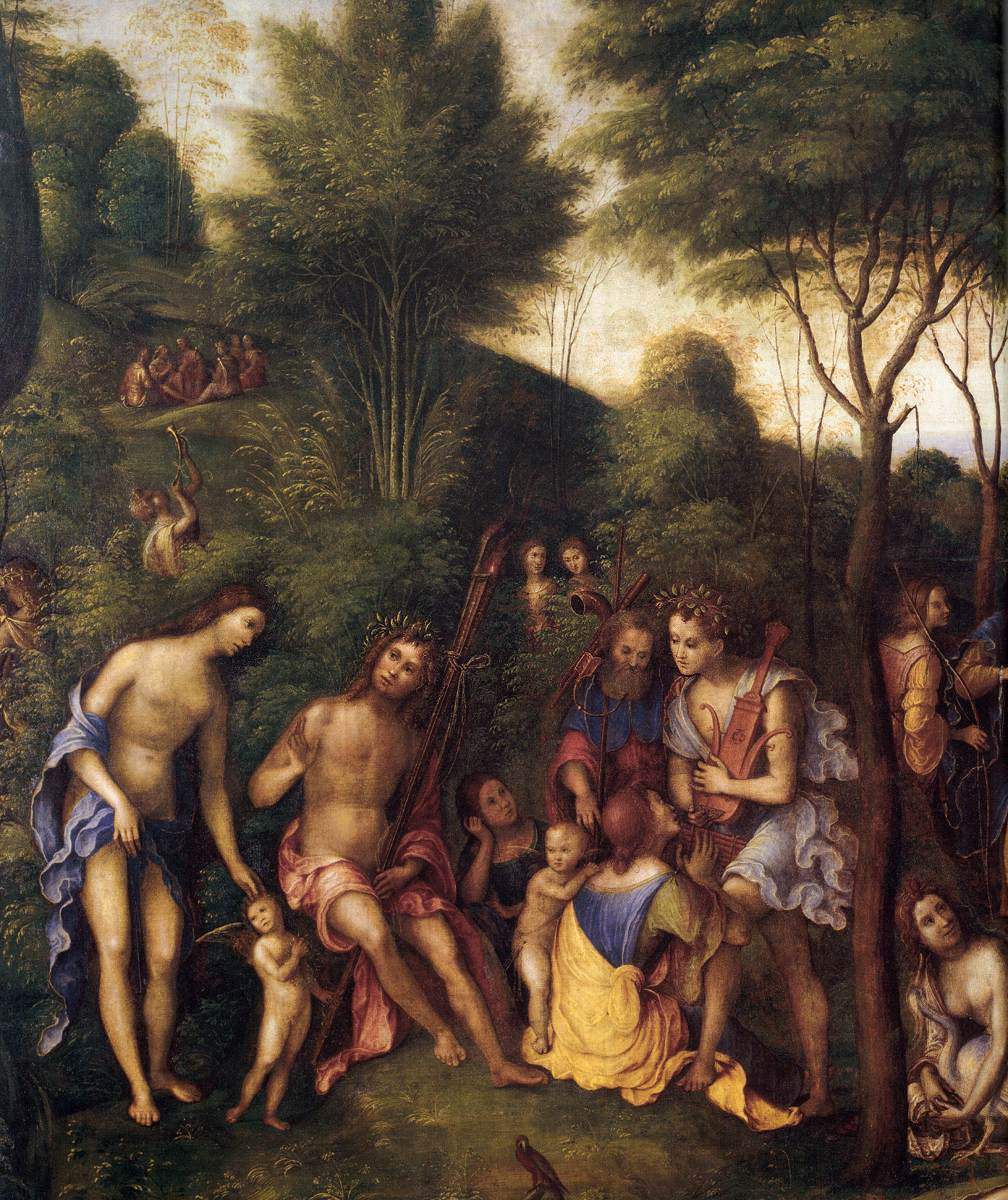
Comus assis (détail du tableau suivant).

Comus est une divinité latine mineure, issue de la divinité grecque des réjouissances Komos. Il apparaît régulièrement dans les arts après l'Antiquité.

## Dans l'Antiquité

### Caractérisation et identification
Comus était le dieu de la joie et de la bonne chère chez les Latins ; à ce titre, il présidait à tous les banquets et festins, aux libations, aux danses nocturnes et aux débordements du libertinage. C’est en ce sens une divinité aux attributs assez proches de ceux de Silène et Bacchus.

### Représentation, iconographie

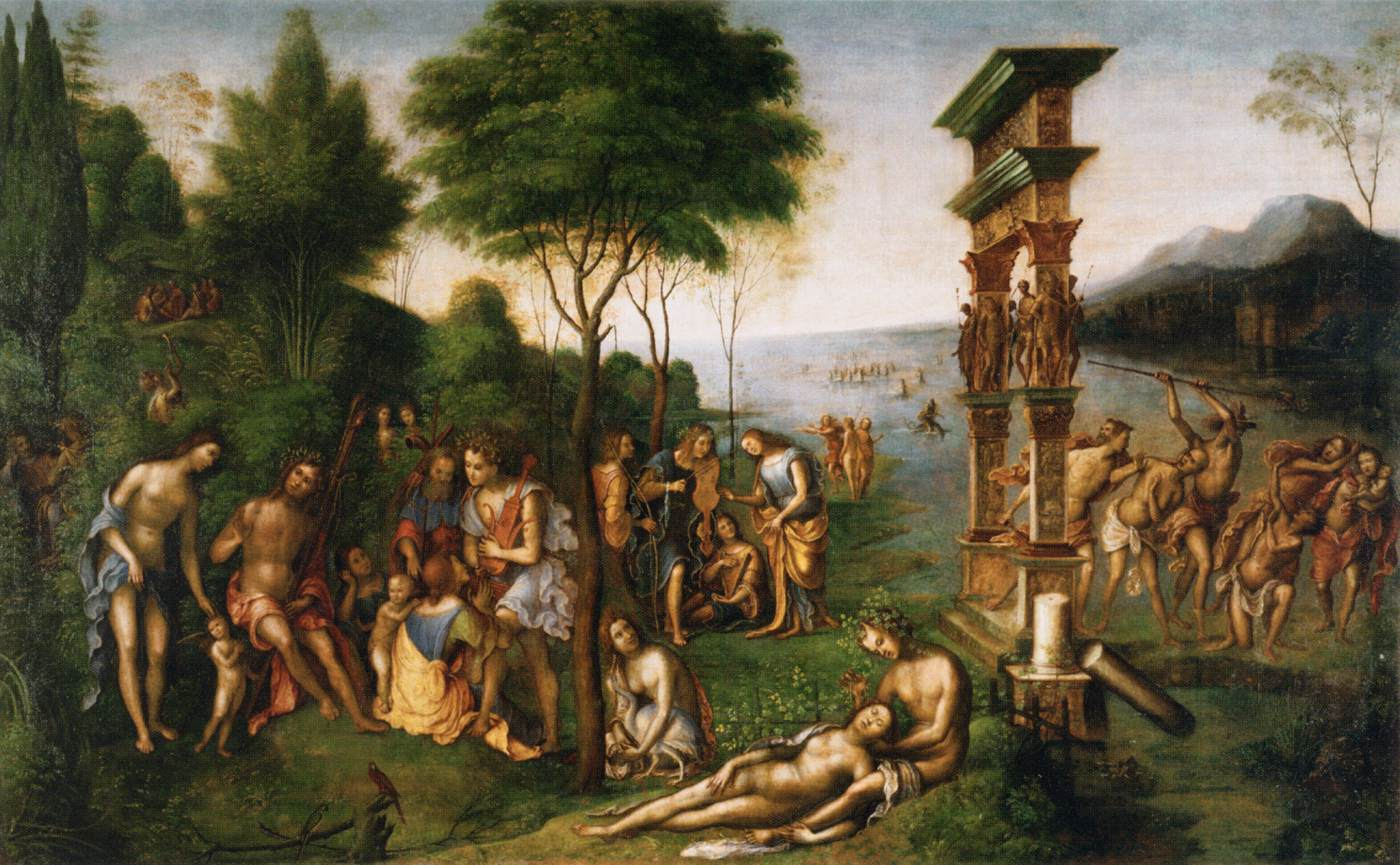
Le Règne de Comus, peinture commencée par Andrea Mantegna et finie par Lorenzo Costa, musée du Louvre.

Comus est le plus souvent figuré jeune, doté d’un certain embonpoint, le visage réjoui par le vin, la tête couronnée d’une tresse de roses, tenant de la main droite un flambeau, et se soutenant de la main gauche sur un pieu ou un bâton.

### Divinité partenaire ou associée
Le dieu Comus était souvent accompagné de Momus, divinité de la raillerie, de la badinerie, du persiflage et des bons mots (divinité représentée pour sa part le masque à la main, et secouant de l’autre main une marotte, symbole de la folie).

## Postérité après l'Antiquité

### Littérature
Comus apparaît dans plusieurs pièces de théâtre à partir de la Renaissance. Le poète et dramaturge britannique John Milton met en scène la divinité dans son masque Comus (Un masque a présenté au château de Ludlow), créé en 1634 et qui est l'une de ses premières œuvres. Dans cette pièce dont le thème principal est la chasteté, Comus est présenté comme un fils du dieu du vin Bacchus et de la magicienne Circé. Le dramaturge britannique Ben Jonson le met en scène dans son masque Pleasure Reconciled to Virtue, représentée le 6 janvier 1618 et publiée en 1641.
En 1990, l'écrivain britannique Saki publie L’Insupportable Bassington, roman dont le personnage principal se nomme Comus Bassington.

### Musique
Marc-Antoine Charpentier met en scène Comus entre autres divinités dans son opéra Les plaisirs de Versailles en 1680. En 1691 est créé le semi-opéra King Arthur composé par le Britannique Henry Purcell sur un livret de John Dryden, où le dieu fait une apparition. 
Au XVIIIe siècle, plusieurs œuvres musicales mettent en scène Comus. En 1738, le compositeur britannique Thomas Arne crée un masque intitulé Comus, sur un livret de John Dalton lui-même inspiré par la pièce de John Milton. Le compositeur français Jean-Joseph Cassanéa de Mondonville met en scène Comus dans son opéra-ballet Les Fêtes de Paphos, créé en 1758.
Le groupe de rock psychédélique britannique Comus, formé en 1969, a emprunté son nom à la divinité antique.